# Österreichischer Bauherrenpreis 1968
Mit dem Österreichischen Bauherrenpreis der Zentralvereinigung der Architekten Österreichs wurden im Jahr 1968 die folgenden Projekte ausgezeichnet:
| Realisierung                                                                 | Bauherr | Planer              |
| ---------------------------------------------------------------------------- | --- | ------------------- |
| Hauptschulanlage der Stadt Weiz                                              | Bürgermeister Oskar Zahn | Viktor Hufnagl      |
| Austriennale ›Die Große Zahl‹ bei der XIV. La Triennale di Milano in Mailand | Generalkonsul F. J. Haslinger ÖReg.-Kom. für die 14. Triennale in Mailand, Bundesministerium für Handel, Gewerbe und Industrie, Bundesministerium für Unterricht, Bundeskammer der gewerblichen Wirtschaft, Stadt Wien | Hans Hollein        |
| Felsentherme Bad Gastein in Bad Gastein                                      | Bürgermeister Anton Kerschbaumer | Gerhard Garstenauer |
| Umbau des Konvikts mit erneuerter Konviktskapelle vom Stift Melk             | Abt Koadjutor Reginald Zupancic | Ottokar Uhl         |
| Rehabilitationszentrum Meidling in Wien–Meidling                             | Allgemeine Unfallversicherungsanstalt mit Primar Paul Mifka | Gustav Peichl       |

Das Beurteilungskomittee bildeten Hasenöhrl, Kitt, Ottokar Uhl, und Wörle.